# Osaka Business Park
 (juillet 2025).
Si vous disposez d'ouvrages ou d'articles de référence ou si vous connaissez des sites web de qualité traitant du thème abordé ici, merci de compléter l'article en donnant les références utiles à sa vérifiabilité et en les liant à la section « Notes et références ».
Osaka Business Park (大阪ビジネスパーク, OBP) est un projet de rénovation urbaine et un quartier des affaires situé dans l'arrondissement Chuo-ku, à Osaka, au Japon. Le quartier est situé au nord du Château d'Osaka et est délimité par la rivière Neyagawa. Il couvre une superficie de 26 hectares.
Le quartier des affaires a été établi par la coopération entre un certain nombre de grandes sociétés japonaises, par désir d'avoir un endroit où le commerce et les affaires ont une position centrale, semblable au Zuidas d'Amsterdam et au Quartier Nord de Bruxelles.

## Histoire et développement
La zone où OBP est situé est remarquable par son nombre de cours d'eau, dont la Yamato-gawa et la Hiranogawa, et il y avait une île. C'était, par conséquent, un carrefour pour le transport fluvial. En raison de la proximité du Château d'Osaka, la région a été le théâtre de plusieurs batailles, y compris la guerre Ishiyama Hongan-ji et le siège d'Osaka.
Après que Yodo-dono, pendant le Siège d'Ōsaka, s'est suicidée et a été enterrée dans un sanctuaire de Benzaiten, l'île a été appelée "Benzaijima' (île de Benzai). De 1666 jusqu'en 1869, c’était une résidence du châtelain d'Osaka, puis, sous l'autorité du Ministère de la guerre, la zone a été utilisée à des fins militaires. 
Au cours de la Seconde Guerre mondiale, la région a été abondamment bombardée et a été en grande partie détruite. Après la guerre, la zone a été déclarée inaccessible à cause de la présence d'un grand nombre de bombes non explosées, et ce n'est que dans les années 60 qu'on a décidé de reconstruire. En conformité avec le plan de développement, on a construit en particulier des gratte-ciel. La station de métro Osaka Business Park de la ligne Nagahori Tsurumi-ryokuchi ouvre en 2006.
Actuellement, Panasonic, les assurances Sumitomo, la banque Kinki-Ōsaka, la société de construction Kajima, KDDI et Fujitsu, notamment, ont des bureaux dans le quartier.